# 毛管蚜科
毛管蚜科（Greenideidae）是蚜總科下的一個科。